# Synodní senior

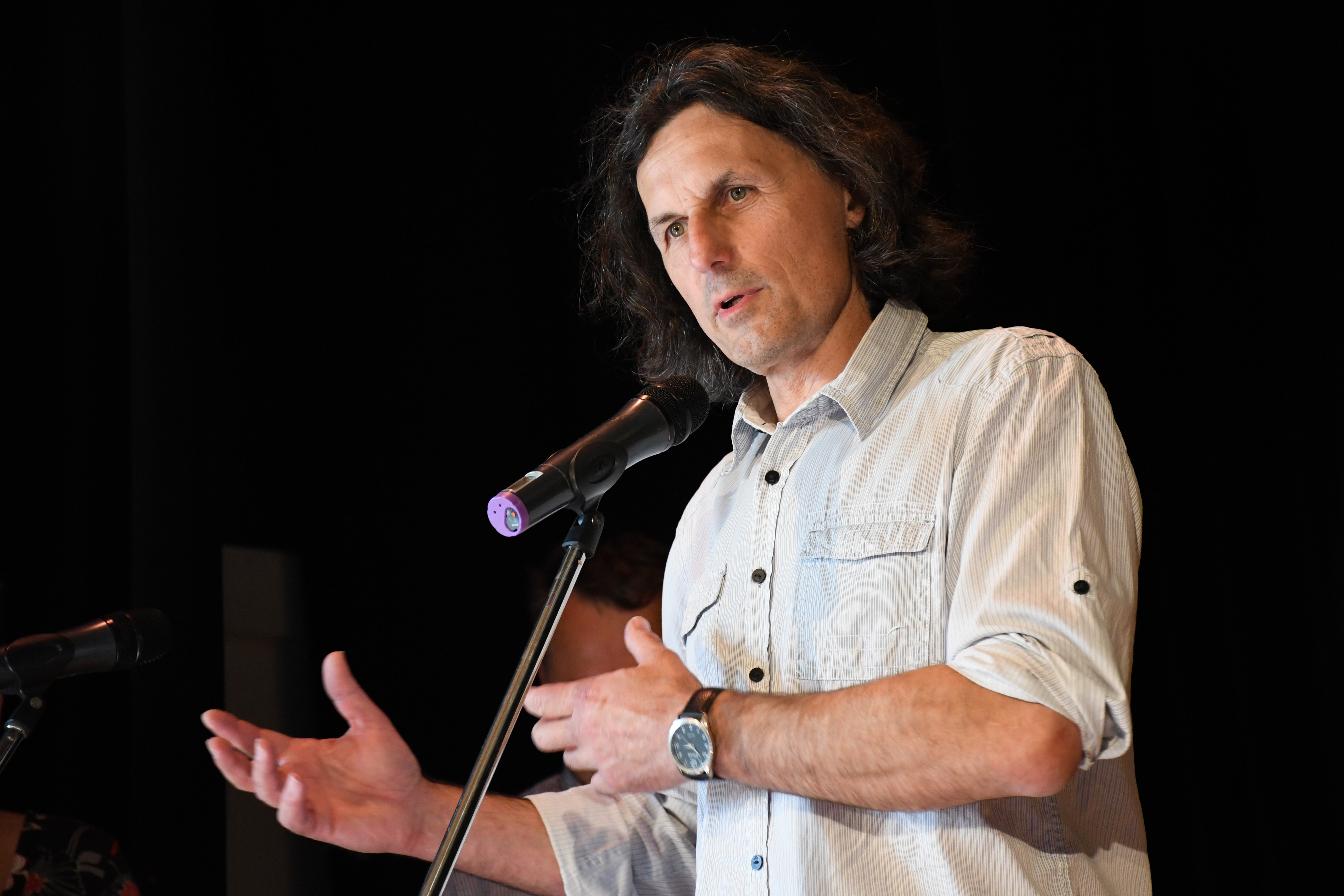
Synodní senior Pavel Pokorný

Synodní senior je spolu se synodním kurátorem nejvyšším představitelem Synodní rady – nejvyššího správního orgánu Českobratrské církve evangelické. Synodní senior je v radě zástupcem duchovních, synodní kurátor zástupcem laiků.

## Seznam synodních seniorů
1. Josef Souček (1918–1938)
2. Kamil Nagy (1939)
3. Josef Křenek (1939–1949)
4. Viktor Hájek (1950–1968)
5. Václav Kejř (1969–1977)
6. Miloslav Hájek (1977–1987)
7. Josef Hromádka (1987–1990)
8. Pavel Smetana (1991–2003)
9. Joel Ruml (2003–2015)
10. Daniel Ženatý (2015–2021)[1]
11. Pavel Pokorný (od 22. 11. 2021)